# H.A.T.E.U.
«H.A.T.E.U.» (en español : te odio, ("tener un típico malestar emocional" [debido a sus siglas en inglés de: "Having A Typical Emotional Upset"]) es una canción interpretada por la americana de R&B estadounidense Mariah Carey, de su duodécimo álbum de estudio, Memoirs of an Imperfect Angel (2009). La canción, producida y escrita por Carey, The-Dream y Christopher "Tricky" Stewart, oficialmente impacto de radio en noviembre de 2009, como Estados Unidos-sólo individual. 
La canción debutó en el número 76 en el EE. UU. Hot R & B / Hip-Hop Songs 22 de octubre de 2009, más de una semana y media antes de que oficialmente el impacto de radio.

## Video musical
El video musical fue grabado el 4 de noviembre de 2009, sobre la playa de Malibú, en California. El video fue dirigido por Brett Ratner, que anteriormente dirigió vídeos musicales de "Obsessed", "Touch my body" y "We Belong Together". El vídeo se estrenó el 8 de diciembre de 2009, en VEVO.com. Cabe señalar que el vídeo se utiliza la radio edit de la canción, que está a sólo 3:12.
- Datos: Q943784